# Посольство Венгрии в России
Посольство Венгрии в Российской Федерации (венг. Magyarország Moszkvai Nagykövetsége) — дипломатическая миссия Венгерской Республики в Российской Федерации, расположенная в Москве на Мосфильмовской улице.
В период с 1936 по 1967 год посольство Венгрии располагалось на улице Воровского, в особняке А.И. Носенкова (дом 21).

## Службы посольства
- Отдел по внешнеэкономическим связям (Поварская улица, д. 21, Москва, 121069, телефон: +7 (495) 641-7504)
- Консульский отдел
- Военный аташат
- Культурный, научный и информационный центр (Поварская улица, д. 21, Москва, 121069)

## Другие представительства Венгрии в России
- Генеральное консульство в Санкт-Петербурге: 191025 Санкт-Петербург, улица Марата, 15.
- Генеральное консульство в Екатеринбурге: 620075 г. Екатеринбург, улица Гоголя, 15.

## Послы Венгрии в СССР и России
| - Михай Юнгерт-Арноти (1935—1939) - Йожеф Кристофи (1939—1941) - Дьюла Секфю (1945—1948) - Эрик Мольнар (1948—1949) - Андраш Собек (1949—1953) - Ференц Мюнних (1954—1956) - Янош Болдоцки (1956—1960) - Геза Ревес (1960—1963) - Йожеф Марьяи (1976—1978) - Матьяш Сюрёш (1978—1982) | - Шандор Райнаи (1982—1989) - Шандор Дьёрке (1989—1992) - Дьёрдь Нановски (1992—1998) - Эрнё Кешкень (1998—2002) - Ференц Контра (2002—2005) - Арпад Секей (2005—2008) - Дьёрдь Гилиан (2009—2010) - Балинт Иштван Ийдярто (2011—2014) - Янош Балла (2014—2018) - Норберт Конкой (с сентября 2018 года) |